# کشفیات پای انسان در دریای سالیش

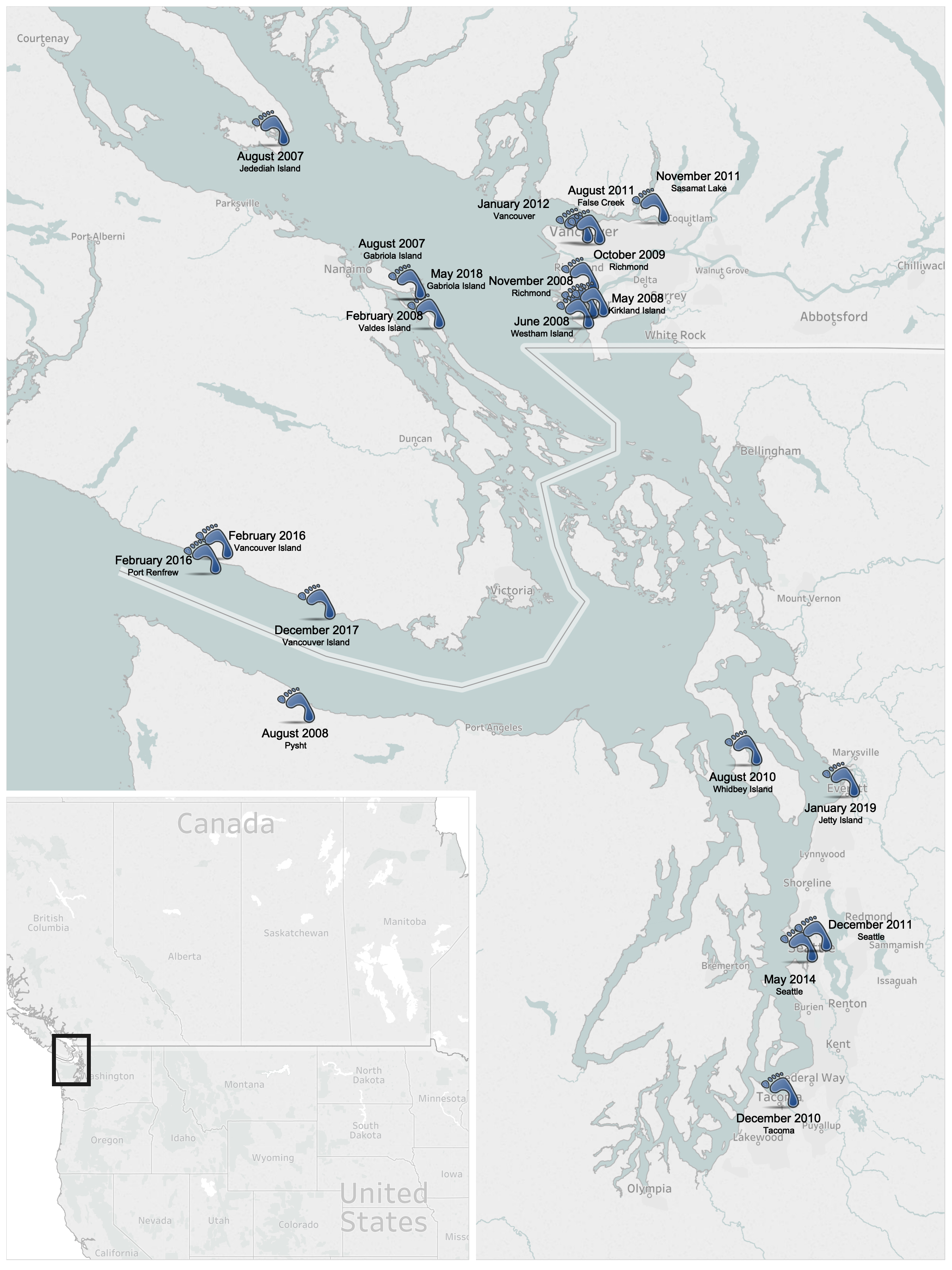
محل یافتن پاها در دریای سالیش تا ۳ ژانویه ۲۰۱۹

از ۲۰ اوت ۲۰۰۷، حداقل ۲۰ پای جداشده انسان در سواحل دریای سالیش در بریتیش کلمبیا، کانادا و واشینگتن ایالات متحده پیدا شده‌است. نخستین کشف در ۲۰ اوت ۲۰۰۷ در جزیره جدیدیه (Jedediah Island) در بریتیش کلمبیا انجام شد. پاها در سواحل جزایر بریتیش کلمبیا و شهرهای تاکوما و سیاتل ایالات متحده کشف شده‌است.
در کانادا، سرویس پزشکی قانونی BC در دسامبر ۲۰۱۷ اعلام کرد که مقامات در همه تحقیقات ارتکاب عمدی جنایت را رد کرده و معتقدند که پاها متعلق به افرادی می‌شود که یا در اثر حادثه یا در اثر خودکشی مرده‌اند و در طی روند تجزیه طبیعی از بدن جدا شده‌اند. پاها معمولاً داخل کفشهای کتانی پیدا می‌شدند، که از نظر کارشناسان پزشکی قانونی همین امر باعث این بود که هم پا را به اندازه کافی شناور نگه می‌داشت تا سرانجام به ساحل برسد، و هم از آن در برابر فساد و تجزیه طبیعی محافظت می‌کرد تا در نتیجه پاها نسبتاً سالم پیدا می‌شدند. قبل از پیدا شدن این تعدا زیاد پاها در سواحل، نمونه‌های قبلی که به بیش از یک قرن پیش بازمی‌گردد وجود داشت، مانند یک پا در چکمه که در سال ۱۸۸۷ در ساحل ونکوور پیدا شد. جدیدترین کشف در ۱ ژانویه ۲۰۱۹ بود، زمانی که مردم در جزیره جتی در ایورت، واشینگتن با پلیس تماس گرفتند تا چکمه‌ای حاوی پای انسان در داخل آن گزارش دهند، که پزشکی قانونی توانست آنتونیو نیل را که از ۱۲ دسامبر ۲۰۱۶ مفقود شده بود با آن چکمه و پا، مطابقت دهد.

## اکتشافات
از سپتامبر ۲۰۱۸، تعداد ۱۵ پا در استان کانادایی بریتیش کلمبیا بین ۲۰۰۷ تا ۲۰۱۸، و تعدا ۵ عدد در ایالت واشینگتن پیدا شده‌است. پاها شامل تعدادی جفت نیز بودند.
در بریتیش کلمبیا، تعداد ۱۳ از ۱۵ پا شناسایی شده‌است. آخرین مورد در سپتامبر ۲۰۱۸ مربوط به یک پای چپ در ساحل صخره‌ای در غرب ونکوور بی سی می‌باشد که از طریق تجزیه و تحلیل DNA با یک متوفی مرد که در همان سال ناپدید شده بود مربوط می‌شد. دو پای ناشناس در فوریه ۲۰۱۶ در ساحل بوتانیکال (Botanical) در ساحل غربی جزیره ونکوور (مجاور تنگه خوان د فوکا) به ساحل رسیده بودند.